# Хијаде
Хијаде (грч. Hyades, лат. Suculae) су кћерке титана Атланта и океаниде Етре.

## Митологија
Како су Хијаде доспеле на небо постоје два тумачења:
- Када су Хијаде оплакивале смрт свога брата Хијанта, кога је у лову растргла лавица, Зевс их је све послао на небо и од њих направио сазвежђе.
- Зевс их је претворио у сазвежђе, као награду што су као нимфе одгајиле његовог сина Диониса.

Хијаде су сматране звездама које доносе кишу - у време њиховог појављивања у новембру и мају месецу почиње сезона киша у Грчкој.
Тачан број Хијада се боље може утврдити посматрањем звезданог сазвежђа Бик, неголи по митовима. У митовима их обично има пет, до седам:
- Амброзија
- Еудора
- Фесила
- Коронида
- Поликсо
- Феја
- Диона